# Mikojan-Gurevič MiG-23
Mikojan-Gurevič MiG-23 (rusko Микоян и Гуревич МиГ-23; NATO oznaka: Flogger) je enomotorno nadzvočno prestrezniško /lovsko letalo z gibljivimi krili. Zasnovali so ga v Sovjetski zvezi pri OKB Mikojan-Gurevič. Mig-23 je lovsko letalo 3. generacije in prvi Sovjetski poskus z "glej dol-streljaj dol" radarjem. Mig-23 je tudi eno izmed prvih z raketami, ki imajo doseg čez vidno polje. Je tudi prvi Migov lovec, ki ima vstopnike za zrak pri straneh trupa. Zgradili so čez 5000 teh lovcev in še vedno ostaja v uporabi.
Na bazi MiG-23 so zgradili tudi jurišno verzijo Mikojan-Gurevič MiG-27. Mig-27 ima manjše razlike; namesto radarja v nosu ima optični sistem z laserskim senzorjem in TV kamero
Pri snovanju so težili h kratkim vzletno/pristajalnim razdaljam. Obstoječi Sovjetski lovci so imeli dolge razdalje, kar je zmanjšalo njihovo uporabnost.

## Specifikacije (MiG-23MLD Flogger-K)
Splošne karakteristike
- Posadka: ena oseba
- Dolžina: 16,70 m (56 ft 9,5)
- Razpon kril: Spread, 13,97 m (45 ft 10 in)
- Višina: 4,82 m (15 ft 9,75 in)
- Površina kril: 37,35 m² razprta, 34.16 m² zložena (402,05 ft² / 367,71 ft²)
- Teža praznega letala: 9 595 kg (21 153 lb)
- Naložena teža: 15 700 kg (34 612 lb)
- Maks. vzletna teža: 18 030 kg (39 49 lb)
- Pogon letala: 1 × Khatchaturov R-35-300 turboreaktivni z dodatnim zgorevanjem, 83,6 kN suh, 127 kN z dodatnim zgorevanjem (18 850 lbf / 28 700 lbf)

 Zmogljivost 
- Maks. hitrost: Mach 2,32, 2 445 km/h na višini; Mach 1,14, 1 350 km/h na nivoju morja (1 553 mph / 840 mph)
- Doseg: 1 150 km s šest raketami, 2,820 km najvejči doseg (570 mi / 1 750 mi)
- Višina leta: 18 500 m (60 695 ft)
- Hitrost vzpenjanja: 240 m/s (47 245 ft/min)
- Obremenitev kril: 420 kg/m² (78,6 lb/ft²)
- Razmerje potisk/teža: 0.88Oborožitev
- 1x Grjazev-Šipunov GŠ-23 23 mm TOP Z 200 naboji
- - R-23/24 (AA-7 "Apex")
  - R-60 (AA-8 "Aphid")
- Lahlko tudi:
  - R-27 (AA-10 "Alamo")
  - R-73 (AA-11 "Archer")
  - R-77 (AA-12 "Adder")